# 934 Thüringia
934 Thüringia
934 Thüringia là một tiểu hành tinh that is orbiting Sun.